# Arndt Dickman
Arndt Dickman, född 1572, död 1627, var en amiral i den polska flottan. Han var holländare, född i Delft som Arend Dijckman. Från 1608 bodde han i Danzig där han ägde ett handelsfartyg. År 1626 tog han tjänst hos den polske kungen Sigismund. Den 24 november 1627 utsågs han till amiral i polska flottan.
Under det segerrika slaget på Danzigs redd mot den svenska flottan den 28 november 1627 var han befälhavare på galeonen Sankt Göran (polska Święty Jerzy). Polackerna erövrade det svenska fartyget Tigern och fartyget Solen sprängdes i luften av dess besättning. Dickman dödades ombord på Tigern av en kanonkula som gick genom hans ben.  Han fick en statsbegravning i Danzig.